# Alexei Stukov
Alexei Stukov es un personaje Terran de la expansión del videojuego StarCraft, Brood War. Nació en la Tierra, planeta natal de la raza Terran, se conoce que es de ascendencia rusa. Desde muy joven tuvo una fuerte amistad con Gerard DuGalle, Almirante de la Flota del DUT, que compartió a lo largo de su carrera militar. 

## StarCraft: Brood War(Capítulo II)
Cuando el DUT encomendó a DuGalle dirigir una misión de conquista al Sector Koprulu no dudó en ofrecerle un importante cargo a su viejo amigo Stukov, nombrándolo Vicealmirante de la Flota.
Después de una serie de batallas a favor del DUT, Stukov descubre en el planeta Tarsonis una antigua instalación de la Confederación llamada Disruptor Psiónico, la cual era utilizada para interrumpir la comunicación entre los Zerg. Stukov estaba seguro de haber encontrado la clave para derrotar a los Zerg pero Samir Duran, un oficial reclutado por el mismo en el planeta Braxis, convenció a DuGalle que el Disruptor Psiónico no era necesario y que la flota era perfectamente capaz de derrotar a los Zerg por sí sola. DuGalle ordenó a Stukov desmantelar el Disrruptor Psiónico. Sin embargo, no obedeció a las órdenes del Almirante y trasladó el Disruptor Psiónico al planeta Braxis. Cuando DuGalle se enteró de que Stukov no había obedecido sus órdenes, Duran intentó convencerlo de que Stukov era un traidor y que debía ser eliminado. Duran fue enviado a Braxis para capturar a Stukov pero cuando Duran se adentró en el Disruptor Psiónico y lo encontró allí, disparó a quemarropa al Vicealmirante causándole la muerte y luego se dio a la fuga. Stukov tuvo un glorioso funeral donde su cuerpo sin vida fue lanzado al vacío desde la nave insignia del DUT, el Aleksander.

## Misión extra de Blizzard: «Deception»
Se desconocen las causas pero de alguna forma el cuerpo sin vida de Stukov fue infectado por un Cerebrado Zerg llamado Kaloth. Esto fue descubierto por un grupo de piratas espaciales, que se adentraron en una instalación secreta Terran donde se hacían una serie de experimentos genéticos y desarrollo de armamento. Al adentrarse en la instalación pudieron ver a Stukov con vida pero con la clara apariencia de estar infectado por los Zerg. Se desconoce los motivos por los cuales Stukov participó en estos experimentos.
Stukov ya infectado se hizo de varios enemigos en el sector de Koprulu, entre ellos, piratas espaciales y escuadrones de mercenarios. Su poder militar quedó claro luego de una gran batalla que desataron sus tropas contra sus enemigos, en la cual salió absoluto vencedor (misión extra de Blizzard: "Mercenaries II").

## Misión extra deStarcraft 64(posteriormente adaptada a PC): «Resurrection IV»
La fuerte posición que tomó el resucitado Stukov en el Sector Koprulu causó la preocupación de los Protoss en Shakuras, los cuales decidieron tomar medidas al respecto. En un tremendo logro por parte de los científicos Protoss, éstos desarrollaron una vacuna llamada Serum que tiene la capacidad de revertir la infección Zerg. El Pretor de la flota Protoss, Artanis, organizó una misión de rescate donde participaron Raynor y Taldarin (Antiguo Pretor Protoss). El equipo conformado por Terran y Protoss se adentró en la fortaleza de Stukov en Braxis, logrando capturar al escurridizo líder. Después de administrarle la vacuna, Stukov se liberó de la infección Zerg y huyó junto a Raynor y los Protoss presuntamente al planeta Shakuras.

## StarCraft II: Heart of The Swarm(Zona de Estación Skygeirr)
Stukov aparece en la expansión de StarCraft II: Heart of the Swarm (Corazón del Enjambre) durante un conjunto de misiones que se llevan a cabo en la estación Skygeirr. Dentro de este grupo de misiones podremos desbloquear varias unidades Zerg de cara a utilizarlas dentro de la campaña del juego: el Ultralisco y el Infestador. La apariencia del personaje está muy cuidada y mantiene los rasgos distintivos de un almirante de Crucero Estelar y a la vez de Terran infestado. Si hablamos con él durante la campaña nos contará historias relacionadas con su pasado.
Algunas de esas historias aluden al tiempo que ha pasado en el olvido. Cuando aparece por primera vez en la campaña se muestra como un personaje de ojos y entrañas ardiendo, con su mitad izquierda infestada. Si profundizamos en su historia nos dice que han experimentado con él, le han transformado y lo han mantenido cautivo, por lo que se gana desde un principio la simpatía de Kerrigan, ya que el enjambre antiguo hizo con ella lo mismo que el dominion con Stukov.

## En el juego
Stukov es representado como un Fantasma Terran, sus habilidades son el camuflaje personal y el bloqueo de unidades mecánicas. Como arma tiene el Rifle de Botes de Metralla C-10. No existe ninguna opción para que se autorecupere en el juego original de Starcraft y Broodwar.
- Datos: Q11679761